# جيم سادوفسكي
جيم سادوفسكي (بالإنجليزية: Jim Sadowski)‏ هو لاعب كرة قاعدة أمريكي، ولد في 1 أبريل 1936 في بيتسبرغ في الولايات المتحدة.

## وصلات خارجية
- جيم سادوفسكي على موقعبيزبول رفرنس.كوم (الدوري الرئيسي) (الإنجليزية)
- جيم سادوفسكي على موقعبيزبول رفرنس.كوم (الدوري الثانوي) (الإنجليزية)